# Tsipouro
Tsipouro (řecky τσίπουρο) je tradiční řecká pálenka z oblasti řecké Makedonie. Tsipouro se destiluje dvakrát (někdy třikrát) ze zbytků lisování (řecky: ρακή) různých bílých odrůd révy vinné, jako jsou Roditis, Athiri a Assyrtiko. Po první destilaci se někdy ochucuje anýzem. Na středomořském ostrově Kréta se tato pálenka nazývá Tsikoudia nebo častěji Rakí.
Řecké Tsipouro/Tsikoudia má podle právních předpisů Evropské unie chráněné zeměpisné označení, při čemž se rozlišují: Tsipouro z Thesálie, Tsipouro z Makedonie, Tsipouro z Tyrnavos a Tsikoudia z Kréty.
Nápoj, který se destiluje podobně jako rakí nebo tsipouro, ale s mastichou (stromovou pryskyřicí) místo anýzu, se prodává jako Masticha. Pokud není víno, používají se fermentované fíky.